# Museo memoriale d'arte ukiyo-e di Ōta
Il Museo memoriale d'arte ukiyo-e di Ōta (浮世絵 太田記念美術館?, Ukiyo-e Ōta kinen bijutsukan) è un museo che ha aperto a Shibuya, Tokyo, in Giappone, nel gennaio 1980.
Presenta mostre a rotazione di Ukiyo-e dalla collezione di Ōta Seizo V di oltre 12.000 pezzi.